# Andrés del Corral
Andrés del Corral, (Lumbrales, Salamanca, 10 de noviembre de 1748 - Valladolid, 15 de diciembre de 1818) fue un escritor y arqueólogo español de la Academia Salmantina perteneciente a la Ilustración.

## Biografía
Fraile agustino calzado, ya en 1770 figura en el convento de Salamanca junto a Juan Fernández de Rojas y bajo la dirección de Diego Tadeo González. Desde 1775 perteneció al Parnaso Salmantino con el nombre poético de Andrenio. En 1777 se trasladó al convento de Valladolid, y en la universidad de esa ciudad desarrolló una exitosa carrera académica; ocupó en 1779 la Cátedra de Lógica y, aficionado a la arqueología, fue nombrado miembro de la Academia de Caballeros Anticuarios. También fue prior del convento agustino calzado de Valladolid. La Inquisición de Valladolid le encargó publicar unos extractos de los procesos inquisitoriales seguidos contra los humanistas salmantinos Luis de León y Francisco Sánchez de las Brozas. Escribió una Oración Fúnebre a la muerte de Carlos III y realizó un catálogo de las monedas de la importante colección que llegó a reunir. Se ha perdido o permanece desconocida la mayor parte de su corta obra poética, por ejemplo el alabado poema Las Exequias de Arión, y sigue sin editar su obra en prosa, de tema histórico.